# Amda Iyasou d'Éthiopie
Amda Iyasou d'Éthiopie (Guèze ዓምደ ኢየሱስ Amda Iyasus, « Pilier de Jésus », Amharique Amde Iyesus), négus d'Éthiopie sous le nom de Badel Nañ de septembre 1433 à juin 1434.
Fils cadet de Takla Maryam il succède à son frère Sarwe Iyasou mais ne règne lui aussi que 8 mois. Le trône est ensuite occupé par Zara Yaqob le quatrième fils de David Ier d'Éthiopie.